# Mala (Zentralafrikanische Republik)
Mala ist eine Stadt in der Präfektur Kémo im Zentrum der Zentralafrikanischen Republik. Die Anzahl der Haushalte in Mala wird für das Jahr 2014 mit 5985 angegeben, davon 5702 Haushalte von angestammten Bewohnern und 283 Haushalte von Binnenflüchtlingen.
Mala ist die Hauptstadt einer Unterpräfektur gleichen Namens und liegt auf einer Höhe von etwa 515 m an der Wasserscheide zwischen den Einzugsgebieten des Schari (Tschadbecken) und dem des Ubangi (Kongobecken).

## Verkehr
Mala liegt an der Regionalstraße 11 etwa in der Mitte zwischen Dékoa und Grimari. Die Straße ist in extrem schlechtem Zustand, sodass die Straße fast nie von Fahrzeugen befahren wird. Mit Allradantrieb und Extra-Planken zum Ausbessern kaputter Brücken ist ein Durchkommen in der Trockenzeit jedoch möglich.

## Bevölkerung und Infrastruktur
Die Bevölkerung in der Präfektur Kémo gehört zum großen Teil zu den Banda, die Landwirtschaft betreiben. In Mala gibt es zwei Schulen, in der Unterpräfektur insgesamt acht.

## Bürgerkrieg in der Zentralafrikanischen Republik
Mindestens seit 2012 ist Mala vom Bürgerkrieg betroffen. Ab Dezember 2012 und Dezember 2013 war Mala jeweils eine Zeit lang vom Rest des Landes abgeschnitten; die staatlichen Stellen mussten sich zurückziehen und die Versorgung mit Waren litt erheblich. Im April 2014 kam eine beträchtliche Anzahl an Vertriebenen aus angrenzenden Regionen (Dékoa, Dörfer entlang der Straße von Mbrès nach Bakala). Zwischen dem 29. April und dem 6. Mai 2014 wurde Mala von Rebellen angegriffen, es kam zu Kämpfen zwischen Séléka- und Anti-Balaka-Rebellen; dabei starben fast 30 Personen, vor allem Zivilisten. Außerdem wurden zahlreiche Hütten abgebrannt, die Kirche verwüstet und die gesamte Bevölkerung floh in den Busch; Stück für Stück kehrten sie später wieder zurück.
Die dringendsten Probleme nach den Problemen im Jahr 2014 waren unzureichende Versorgung mit (Trink-)Wasser, schlechte hygienische Bedingungen, unsichere Versorgung der Bevölkerung mit Nahrung, dass die Schulen allesamt geschlossen waren, weil sie teilweise zerstört wurden und der größte Teil des Lehrpersonals geflohen war, die schlechte Sicherheitslage und vor allem die extrem schlechte Gesundheitsversorgung. Es gibt in der Unterpräfektur Mala zwei Gesundheitszentren (davon eins in Mala), die jedoch aufgrund fehlenden qualifizierten Personals, Materials und vor allem durch fehlende Medikamente nicht im Geringsten den Bedarf decken können. Dadurch besteht unter anderem eine hohe Kindersterblichkeit.